# اخترسنجی
اخترسنجی (به انگلیسی: Astrometry) شاخه‌ای از اخترشناسی و دانش اندازه‌گیری‌های دقیق جایگاه ستارگان، پیکره‌ها و اجرامِ فلکی در آسمان و بررسی دگرگونی در جایگاه آن‌ها است. این دانش در تعریف سامانهٔ مختصاتی همچنین به بررسی مسئلهٔ جنبش‌شناسی پیکره‌ها در کهکشان ما می‌پردازد. اطلاعات به‌دست آمده از راه اخترسنجی امکان یافتن آگاهی‌های دقیق‌تری را در مورد بررسی منشأ فیزیکی منظومهٔ خوشیدی و کهکشان راه شیری فراهم می‌کند.

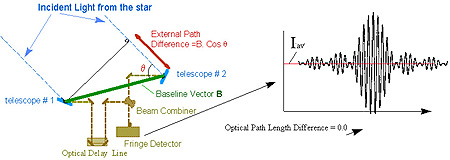
نمایش استفاده از روش تداخل‌سنجی در محدودهٔ طول موج نوری برای تعیین موقعیت دقیق ستارگان. ناسا / JPL-Caltech

## پیشینه
پیشینهٔ اخترسنجی به تاریخ کاتالوگ ستاره‌ای پیوند خورده‌است، که از دیرباز برای پیکره‌های آسمانی نقاط مرجعی برای اخترشناسان ارائه داد به‌طوری‌که آن‌ها می‌توانستند حرکات این اجرام را پیگیری کنند. این را می‌توان به ابرخس، که در حدود ۱۹۰ سال قبل از میلاد با استفاده از کاتالوگ پیشینیان خود تیموخاریس و آریستولوس به کشف حرکت تقدیمی زمین دست بافت. در انجام این کار، او همچنین مقیاس روشنایی را که امروزه هنوز از آن استفاده می‌شود پرورد و توسعه داد. ابرخس خود دست کم ۸۵۰ ستاره و مواضع آنان را گردآوری و تألیف کرده‌است. و جانشین ابرخس، بطلمیوس، یک کاتالوگ شامل ۱۰۲۲ ستاره را در کار خود  مجسطی  آورده‌است، که محل آن‌ها، مختصات، و روشنایی نیز آمده‌است.
در سدهٔ ۱۰، عبدالرحمن صوفی با انجام مشاهدات خود در مورد ستارگان، موقعیت‌ها، اندازه‌ها و رنگ‌های آن ستارگان را شرح داد. علاوه بر این، او نقشهٔ هر صورت فلکی را نیز ترسیم کرده‌است که در کتاب خود صورالکواکب (پیکرهای ستارگان)، آن‌ها را نشان داده‌است. ابن یونس طی سال‌ها با استفاده از یک اسطرلاب بزرگ با قطر حدود ۱٫۴ متر، بیش از ۱۰٬۰۰۰ مدخل برای موقعیت خورشید را مشاهده کرد. مشاهدات او در گرفت‌ها (خسوف و کسوف)، پس از قرن‌ها بعد هنوز در تحقیقات سیمون نیوکم در بارهٔ حرکت ماه از آن استفاده شده‌است، در حالی که مشاهدات دیگرش از حرکت سیاره‌های مشتری و زحل الهام او از «گرفت و نابرابری‌های مشتری و زحلِ» لاپلاس بوده‌است. [۴]
در سدهٔ ۱۵، اولوژ، ستاره‌شناس تیموری، زیج سلطانی را تألیف کرد، که در آن ۱۰۱۹ ستاره را فهرست کرد. مانند کاتالوگ‌های پیشین ابرخس و بطلمیوس، برآورد شده که کاتالوگ اولگ بگ تا حدود ۲۰ دقیقهٔ قوس دقیق است.
در سدهٔ شانزدهم، تیکو براهه از ابزارهای پیشرفته؛ از جمله چارک دیواری بزرگ، برای اندازه‌گیری دقیق تر از پیش و با دقت ۱۵–۳۵ دقیقهٔ قوسی، در تعیین موقعیت ستاره استفاده کرد. تقی‌الدین بُعد صعود مستقیم ستاره‌ها را در رصدخانه قسطنطنیه با استفاده از «ساعت مشاهداتی» که خود اختراع کرده بود، اندازه‌گیری کرد. هنگامی که استفاده از تلسکوپ گسترده شد، استفاده از تنظیمات «دایره‌های موقعیت» این اندازه‌گیری را سرعت بخشید.
جیمز برادلی برای نخستین بار در سال ۱۷۲۹ کوشید اختلاف منظر ستاره‌ای را اندازه‌گیری کند. تشخیص چنین جنبشی برای تلسکوپ او بسیار ناچیز بود، اما در عوض پدیدهٔ انحراف نور و حرکت ترقصی محور زمین را کشف کرد. فهرست او از ۳۲۲۲ ستاره را فریدریش بسل؛ پدر اخترشناسی مدرن، در سال ۱۸۰۷ تصحیح کرد. او اولین اندازه‌گیری اختلاف منظر ستاره‌ای را انجام داد: ۰٫۳ ثانیهٔ قوسی برای ستاره دوتایی ماکیان ۶۱.
بسیار دشوار بودن روال انجام این سنجش سبب شد تا پایان سدهٔ ۱۹، تنها حدود ۶۰ اختلاف منظر ستاره‌ای به‌دست آمده، که بیشتر با استفاده از میکرومتر فیلار به‌دست آمده‌است. اخترشناسان با استفاده از صفحات عکاسی نجومی در اوایل قرن بیستم این فرایند را سرعت بخشیدند. ماشین‌های اتوماتیک سنجش صفحات و تکنولوژی پیشرفته تر کامپیوتر از دههٔ ۱۹۶۰ امکان کارآمدتر ساختن کاتالوگ‌های ستاره‌ای را فراهم ساخت. در دههٔ ۱۹۸۰، دستگاه‌های شارژ شده (CCD)، جایگزین صفحات عکاسی شدند و عدم قطعیت نور را به یک میلی‌قوس‌ثانیه کاهش دادند. این تکنولوژی باعث شد که هزینهٔ اخترسنجی کاهش یابد و راه را برای ورود پژوهشگر آماتور باز کند.
در سال ۱۹۸۹، ماهواره هیپارکوسِ آژانس فضایی اروپا،اخترسنجی را به آن‌سوی اتمسفر رسانید، جایی که کمتر تحت تأثیر نیروهای مکانیکی زمین و اعوجاج‌های نوری از جو قرار دارد. هیپارکوس از سال ۱۹۸۹ تا ۱۹۹۳ زاویه‌های بزرگ و کوچک را در آسمان با دقت بیشتری نسبت به هر تلسکوپ‌های نوری پیشین اندازه‌گیری کرد. در طی دورهٔ ۴ ساله، موقعیت‌ها، اختلاف منظر ستاره‌ای‌ها و نرخ‌های تغییر موقعیت زاویه‌ایِ ۱۱۸٬۲۱۸ ستاره را با درجه بی‌سابقه‌ای تعیین کرد.